# Lycosa elysae
Lycosa elysae är en spindelart som beskrevs av Ezio Tongiorgi 1977. Lycosa elysae ingår i släktet Lycosa och familjen vargspindlar. Inga underarter finns listade i Catalogue of Life.